# Промна (Мазовецьке воєводство)
Промна (пол. Promna) — село в Польщі, у гміні Промна Білобжезького повіту Мазовецького воєводства.
Населення — 262 особи (2011).
У 1975-1998 роках село належало до Радомського воєводства.

## Демографія
Демографічна структура станом на 31 березня 2011 року:
|          | Загалом | Допрацездатний вік | Працездатний вік | Постпрацездатний вік |
| -------- | ------- | ------------------ | ---------------- | -------------------- |
| Чоловіки | 144     | 24                 | 102              | 18                   |
| Жінки    | 118     | 21                 | 69               | 28                   |
| Разом    | 262     | 45                 | 171              | 46                   |